# Roman Danylo
Roman Danylo est un acteur et scénariste canadien, né à Calgary.

## Filmographie

### comme acteur
- 1995 : The Omen (TV) : Bob
- 1995 : The Inner Voice : Sy
- 1997 : Super Dave's All Stars (série TV) : Cheerleader
- 1997 : Sauvez Willy 3 (Free Willy 3: The Rescue) : Pizza Kid
- 1998 : The Improv Comedy Olympics (TV) : Comedian
- 1999 : 10,000 Delusions : Jehova's Witness
- 1999 : Babette's Feet : Man Eating Sushi
- 2000 : Duos d'un jour (Duets) de Bruce Paltrow : Albuquerque Desk Clerk
- 2000 : Improv Comedy Games (feuilleton TV) : Host
- 2001 : Seeking Winonas : Smart Guy
- 2001 : Happy Birthday : The Boyfriend
- 2002 : The Holmes Show (série TV) : Various
- 2002 : Comedy Inc. (série TV) : Various Characters
- 2002 : Jeremiah série créée par J. Michael Straczynski : Cpt. Iron/John (saison 1, épisode 3)

### comme scénariste
- 1997 : Never a Dull Moment (TV)
- 2003 : The Western Alienation Comedy Hour (TV)

### comme réalisatrice et auteure
- ??? : Gary Filmon (Film)